# Archibald Church (Politiker)

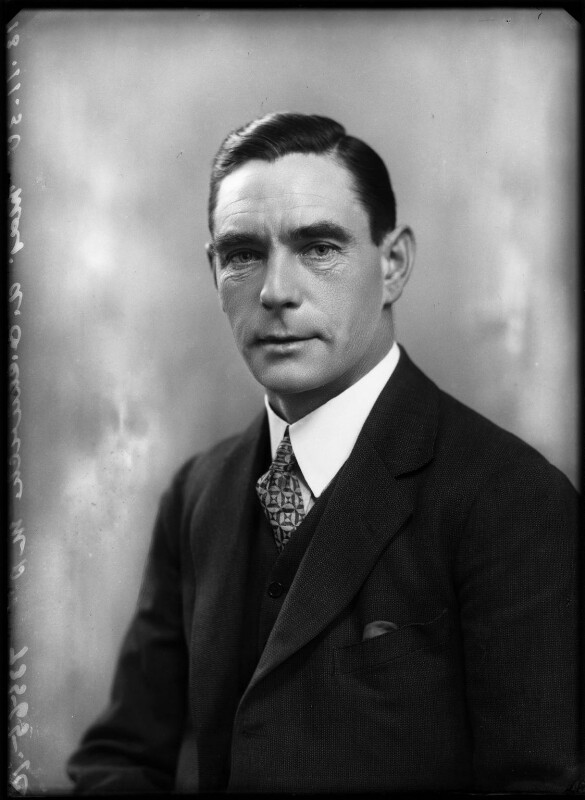
Archibald Church

Archibald George Church (* 7. September 1886 in Stepney, London; † 23. August 1954 in London) war ein britischer Offizier und Politiker (Labour Party).

## Leben und Tätigkeit
Church besuchte die St. Thomas Charterhouse School und wurde dann am University College London ausgebildet. Vor dem Ersten Weltkrieg arbeitete er als Schulleiter. Außerdem fungierte er als Präsident der Lehrervereinigung von Ostlondon.
Von 1914 bis 1918 nahm Church am Ersten Weltkrieg teil. 1919 kam er als Angehöriger des britischen Expeditionskorps, das zugunsten der konterrevolutionären „weißen“ Truppen in den russischen Bürgerkrieg eingriff, in der Gegend um Murmansk zum Einsatz, wobei er für seine Leistungen während dieser Mission mit dem Distinguished Service Order ausgezeichnet wurde. Anschließend schied er im Rang eines Majors aus der Armee aus.
Von Dezember 1919 bis 1931 amtierte Church als Generalsekretär für den Verband der geistigen Arbeiter, die Interessenvertretung der Wissenschaftler, die an Universitäten und anderen öffentlichen Einrichtungen tätig waren.
Anlässlich der Parlamentswahlen von 1923 gelang es Church erstmals, ins House of Commons gewählt zu werden, in dem er bis zu der vorgezogenen Wahl von 1924 den Wahlkreis Leyton East als Abgeordneter vertrat. Bereits 1922 hatte er sich bereits bei der Wahl des Jahres 1922 im Wahlkreis Spelthorne um einen Sitz beworben, war aber dem konservativen Mandatsinhaber Philip Pilditch unterlegen. Bei der Wahl von 1929 gelang es ihm, ins Parlament zurückzukehren, in dem er nun bis 1931 als Nachfolger von Henry Jackson den Wahlkreis Wandsworth Central vertrat. Im Parlament trat Church als Befürworter einer von der Eugenics Education Society propagierten Gesetzesvorlage hervor, die eine (zunächst freiwillige) Sterilisierung von geistig behinderten oder abnormen Personen im Sinne einer schrittweisen eugenischen Aufwertung der Erbgesundheit der Bevölkerung vorsah, wobei ihm längerfristig die Etablierung eines Systems zwangsweiser Sterilisierung bestimmter Personengruppen vorschwebte. Im Parlament war er Mitglied der Allparteienkommission zur Untersuchung der Lebensverhältnisse in der ehemaligen deutschen Kolonie Ostafrika.
Nach der Spaltung der Labour Party schloss Church sich der Minderheit der Abgeordneten an, die sich hinter den damaligen Premierminister Ramsay MacDonald und seine mehrheitlich von konservativen Kräften getragene nationale Einheitsregierung stellten. Bei der Parlamentswahl von 1931 trat er als National-Independent-Kandidat im Wahlkreis London University an, unterlag aber deutlich seinem Gegenkandidaten Ernest Graham-Little.
In späteren Jahren bewarb er sich wiederholt vergeblich um einen Sitz im Unterhaus: Bei der Wahl des Jahres 1935 unterlag er als National-Labour-Kandidat im Wahlkreis Bristol East Stafford Cripps, bei einer Nachwahl im Juli 1936 im Wahlkreis Derby Philip Noel-Baker und bei der Wahl des Jahres 1945 im Wahlkreis Tottenham South schließlich Frederick Messer.
Seit den 1920er Jahren war Church dem deutschen Zentrumspolitiker und zeitweisen Reichskanzler Heinrich Brüning politisch-freundschaftlich verbunden, so dass dieser nach seiner Flucht nach Großbritannien im Jahr 1934 u. a. von Church betreut wurde. Im selben Jahr half Church dem ehemaligen Reichsminister Gottfried Treviranus bei seiner Flucht aus Deutschland, indem er ihm einen falschen britischen Pass in sein Versteck in Deutschland brachte und ihn dann während seiner Reise durch die Niederlande nach Großbritannien eskortierte.
Von 1931 bis 1939 saß Church im Aufsichtsrat der Baird Television Ltd. Außerdem war er Mitglied des Völkerbundrates.
Von den nationalsozialistischen Polizeiorganen wurde Church Ende der 1930er Jahre als Staatsfeind eingestuft. Im Frühjahr 1940 setzte das Reichssicherheitshauptamt in Berlin ihn auf die Sonderfahndungsliste G.B., ein Verzeichnis von Personen, die der NS-Überwachungsapparat als besonders gefährlich oder bedeutend ansah, weshalb sie im Falle einer erfolgreichen Invasion und Besetzung der britischen Inseln durch die Wehrmacht von den den Besatzungstruppen nachfolgenden Sonderkommandos der SS mit besonderer Priorität ausfindig gemacht und verhaftet werden sollten.

## Schriften
- East Africa, a New Dominion. A Crucial Experiment in Tropical Development and its Significance to the British Empire, 1927.